# IPVCE
「確実な科学の予備校」はキューバの理工系を志望する学生が大学へ入学するための予備校。IPVCEと略される。科学と技術を学ぶために歴史、数学とスペイン語の厳しい試験がだされる。
中等学校へすすむための準備のために、厳格な入学試験を、確認する必要がある。試験は自治体レベルで開催される。理工系のキャリアを追求する若者に人気があるがほとんどの学生はエンジニアリングの学習を志望する。強力な同窓会組織をもつ。卒業８年後に卒業生が大学を訪問するという風習があり、2007年11月17日には、1999年の卒業生が学校を訪問し、彼らの物語や生活の経験を話した。また、そうでなくても、毎年多くの卒業生が、小さな集会キューバ各地で開いている。
入学には
共産党に忠誠を誓うこと
学校の制服を大切にすること
物理学、化学、数学と生物学の科目で８５点以上をとりつづけること
互いの違いを認め合うこと
を誓約して入学する。